# Total Recall
Total Recall (no Brasil O Vingador do Futuro; em Portugal Desafio Total) é um filme de ação de ficção científica estadunidense de 1990, dirigido por Paul Verhoeven e estrelado por Arnold Schwarzenegger, Rachel Ticotin, Sharon Stone, Ronny Cox e Michael Ironside. O filme é vagamente baseado no conto de Philip K. Dick, "We Can Remember It for You Wholesale".
O filme conta a história de um trabalhador da construção civil que de repente se vê envolvido em espionagem em Marte e incapaz de determinar se as experiências são reais ou o resultado de implantes de memória. Foi escrito por Ronald Shusett, Dan O'Bannon, Jon Povill, e Gary Goldman, e ganhou um Oscar especial por seus efeitos visuais. A trilha sonora foi composta por Jerry Goldsmith, que ganhou  BMI Film Music Award.
Com um orçamento de US$50 a 65 milhões, Total Recall foi um dos filmes mais caros feitos no momento de seu lançamento, embora as estimativas de seu orçamento de produção variem e se ele realmente manteve o recorde, não é certo.
Existe igualmente uma refilmagem de 2012, com o mesmo título, trazendo Colin Farrell no papel principal.

## Sinopse
No ano de 2084, o operário Douglas "Doug" Quaid recorre a um implante de memória, para poder simular uma viagem a Marte, já que sua esposa não concordava com uma viagem real. Mas algo sai errado e ele começa a se lembrar de quem realmente era e de fatos que, até então, desconhecia. Perseguido por visões daquele planeta, resolve ir até lá para conseguir respostas sobre seu passado e é perseguido por Lori, que ele pensava ser sua mulher. Ao chegar em Marte, une-se a um grupo de rebeldes que lutam contra uma corporação que quer dominar o planeta e, consequentemente, dominar o mercado de minério na Terra. Esses rebeldes conhecem o passado de Douglas "Doug" Quaid e ajudam-no a conhecer o verdadeiro propósito das visões e sonhos que o mesmo tem. Assim, torna-se a única esperança de vitória dos habitantes locais.

## Elenco
- Arnold Schwarzenegger como Douglas Quaid: Um trabalhador da construção civil que descobre que ele é realmente um agente secreto chamado Carl Hauser, e viaja a Marte para descobrir sua verdadeira identidade e por que sua memória foi apagada.
- Rachel Ticotin como Melina: Uma mulher bonita vista como parceira no programa de memória Rekall de Quaid, que acaba sendo uma lutadora de resistência que tenta derrubar Cohaagen.
- Sharon Stone como Lori Quaid: A esposa aparentemente amorosa de Quaid, que mais tarde também é revelada como uma agente enviada por Cohaagen para monitorar Quaid. Ela é a esposa de Richter. Lori é mostrada possuindo várias habilidades de artes marciais (ela é quase capaz de lutar contra Quaid e também dá uma surra violenta em Melina), além de ser proficiente no uso de facas e armas de fogo.
- Ronny Cox como Vilos Cohaagen: O governador corrupto e implacável da Colônia de Marte e amigo de Hauser que não para em nada na mineração de minério de turbinium, que coloca pessoas inocentes em risco.
- Michael Ironside como Richter: Tenente chefe de Cohaagen. Ele é dominador, sádico e tem um ódio ardente por Quaid, decorrente de um ressentimento contra Quaid por dormir com uma Lori disfarçada. Ele tenta incansavelmente matar Quaid várias vezes, desafiando as ordens de Cohaagen de levá-lo vivo.
- Mel Johnson Jr. como Benny: Um motorista de táxi e mutante na Colônia de Marte que faz amizade e depois trai Quaid e os mutantes para Cohaagen.
- Marshall Bell como George e como a voz de Kuato: George é um membro da resistência que tem seu irmão mutante Kuato, o líder da resistência, reunido em seu abdômen. Kuato ajuda Quaid a desvendar o segredo de seu passado e o mistério de um reator construído por uma antiga civilização marciana. Kuato aparentemente tem poderes de clarividência.
- Roy Brocksmith como Dr. Edgemar: Que tenta convencer Quaid a tomar uma pílula que, segundo ele, o libertaria (Quaid) de sua fantasia e o restauraria à realidade. Quaid o executa com uma pistola ao descobrir que ele está ligado a Cohaagen.
- Ray Baker como Bob McClane: Gerente e agente de vendas da Rekall que convence Quaid a comprar um implante de memória "Ego Trip".
- Michael Champion como Helm: O braço direito de Richter.
- Rosemary Dunsmore como Dra. Renata Lull: A principal programadora de memória da Rekall que iniciou o procedimento de implante de memória de Quaid que desencadeou sua explosão no laboratório.
- Robert Costanzo como Harry: O colega de trabalho de Quaid que é revelado como um agente enviado por Cohaagen para monitorar Quaid na Terra e depois teve seu pescoço quebrado por Quaid quando ele e seus capangas tentaram prendê-lo.
- Marc Alaimo como Capitão Everett: Um capitão da força de segurança da Colônia de Marte. Ele não se dá bem com Richter. Everett ordena que seus homens prendam o Quaid disfarçado sob as ordens de Richter, mas Quaid escapa.
- Dean Norris como Tony: Um mutante desfigurado que conhecia Quaid em Marte como Hauser, e não gosta dele.
- Debbie Lee Carrington como Thumbelina: Uma mutante anã que lutou contra os mercenários de Richter com Tony.
- Lycia Naff como Mary: Conhecida como a prostituta de três seios.

## Produção
O roteiro original foi escrito por Dan O'Bannon e Ronald Shusett, os escritores de Alien, que escreveram o roteiro inicial antes de sua colaboração em Alien. Eles haviam comprado os direitos do conto de Philip K. Dick, "We Can Remember It for You Wholesale", enquanto Dick ainda estava vivo. Incapaz de encontrar um patrocinador para o projeto, ele entrou no inferno do desenvolvimento, passando de estúdio em estúdio por vários anos, durante os quais aproximadamente quarenta rascunhos do roteiro foram escritos.
Em meados da década de 1980, o produtor Dino De Laurentiis assumiu o projeto com Richard Dreyfuss como protagonista. Patrick Swayze, que recentemente atuou em Dirty Dancing, também foi considerado para o papel. Em 1987, foi anunciado que De Laurentiis faria o filme como a primeira produção para sua empresa DEG nos novos estúdios de cinema de De Laurentiis em Gold Coast, Queensland, com Bruce Beresford a dirigir um roteiro de O'Bannon e Shusett. Esta versão do filme nunca foi feita.
David Cronenberg recebeu o roteiro de De Laurentiis, que na sua opinião teve um grande começo, mas, à medida que prosseguia, ele sentiu que O'Bannon e Shusett não sabiam o que fazer com a história. Cronenberg descreveu seu trabalho no projeto como constantemente brigando e eventualmente brigando com Shusett: "Eu trabalhei nele por um ano e fiz cerca de 12 rascunhos. Eventualmente, chegamos a um ponto em que Ron Shusett disse: 'Você sabe o que fez? Você fez a versão de Philip K. Dick. Eu disse: 'Não é isso que deveríamos estar fazendo?' Ele disse: 'Não, não, queremos fazer Raiders of the Lost Ark irem a Marte".[carece de fontes?] Cronenberg pretendia escalar William Hurt no papel e imaginou o filme como "Spider vai para Marte". Shusett afirmou que outra razão pela qual Cronenberg deixou o filme foi porque, na época em que Dreyfuss estava envolvido, o diretor queria adotar uma abordagem diferente e, nas palavras de Shusett, foi "repentinamente contra suas próprias idéias" após algumas divergências. Embora ele não tenha sido creditado na versão final do filme, Cronenberg originou a ideia de mutantes em Marte, incluindo o personagem Kuato (escrito Quato em seu roteiro). Quando a adaptação de Dune fracassou nas bilheterias, De Laurentiis também perdeu o entusiasmo pelo projeto.
O colapso da empresa de De Laurentiis proporcionou uma abertura para Schwarzenegger, que havia abordado, sem sucesso, o produtor sobre estrelar o filme. Schwarzenegger ficou sabendo do projeto pela primeira vez durante as filmagens de Raw Deal, distribuído pelo De Laurentiis Entertainment Group. Ele discutiu inicialmente a realização do filme com o produtor do Predator, Joel Silver, enquanto trabalhava no filme, mas esse projeto nunca foi concretizado. Ele convenceu Carolco Pictures a comprar os direitos do filme por US$3 milhões relativamente baratos e negociou um salário de US$10 a 11 milhões (mais 15% dos lucros) para estrelar, com um nível incomumente amplo de controle sobre a produção. Ele obteve poder de veto sobre o produtor, diretor, roteiro, co-estrelas e promoção. Schwarzenegger primeiro recrutou pessoalmente Paul Verhoeven para dirigir o filme, tendo ficado impressionado com o filme do diretor holandês RoboCop (pelo qual Schwarzenegger foi considerado para o papel-título). Nessa época, o roteiro já havia passado por 42 rascunhos, mas ainda faltava um terceiro ato. Gary Goldman foi então trazido por Schwarzenegger para trabalhar com Ronald Shusett para desenvolver o rascunho final do roteiro. O diretor também trouxe muitos de seus colaboradores em RoboCop, incluindo o ator Ronny Cox, o diretor de fotografia Jost Vacano, o designer de produção William Sandell, o editor Frank J. Urioste e o designer de efeitos especiais Rob Bottin.

### Filmagens
Grande parte das filmagens ocorreu entre 20 de março e 23 de agosto de 1989, na Cidade do México e no Estudios Churubusco. A estação e os veículos futuristas do metrô fazem parte do metrô da Cidade do México, com os vagões pintados de cinza e os monitores de televisão adicionados. O interior das estações de metrô Chabacano e Universidad e o exterior da estação de metrô Insurgentes foram filmados.

### Classificação
O filme recebeu inicialmente uma classificação X, aplicada a um filme que continha conteúdo considerado inadequado para crianças, como violência extrema, sexo fortemente implícito e linguagem gráfica. A violência foi cortada e ângulos de câmera diferentes foram usados nas cenas exageradas para uma classificação R, permitindo a presença de menores acompanhados por seus pais.

## Trilha sonora
A partitura do filme foi composta e conduzida por Jerry Goldsmith, e 40 minutos foram lançados pelo selo Varèse Sarabande em 1990. Dez anos depois, o mesmo selo lançou uma "Deluxe Edition", em ordem cronológica, com sugestões adicionais que foram deixadas de fora, totalizando 74 minutos. Tal como acontece com várias partituras de Goldsmith, a música foi executada pela National Philharmonic Orchestra.
A partitura foi aclamada como uma das melhores do Goldsmith, especialmente como ouvida na Deluxe Edition, e elogiada por sua mistura de elementos eletrônicos e orquestrais.

## Principais prêmios e indicações
| Prêmio                                                   | Categoria                                                      | Destinatários                                           | Resultado |
| -------------------------------------------------------- | -------------------------------------------------------------- | ------------------------------------------------------- | --------- |
| Oscar 1991                                               |                                                                |                                                         |           |
| Melhor Som                                               | Nelson Stoll, Michael J. Kohut, Carlos Delarios & Aaron Rochin | Indicado                                                |           |
| Melhores Efeitos Sonoros                                 | Stephen Hunter Flick                                           | Indicado                                                |           |
| Melhores Efeitos Visuais (Prêmio de Realização Especial) | Eric Brevig, Rob Bottin, Tim McGovern & Alex Funke             | Venceu                                                  |           |
| Prêmio Saturno                                           |                                                                |                                                         |           |
| Melhor Filme de Ficção Científica                        |                                                                | Venceu                                                  |           |
| Melhor Figurino                                          | Erica Edell Phillips                                           | Venceu                                                  |           |
| Melhor Ator                                              | Arnold Schwarzenegger                                          | Indicado                                                |           |
| Melhor Diretor                                           | Paul Verhoeven                                                 | Indicado                                                |           |
| Melhor Maquiagem                                         | Rob Bottin, Jeff Dawn, Craig Berkeley & Robin Weiss            | Indicado                                                |           |
| Melhor Música                                            | Jerry Goldsmith                                                | Indicado                                                |           |
| Melhores Efeitos Especiais                               | Thomas L. Fisher, Eric Brevig & Rob Bottin                     | Indicado                                                |           |
| Melhor Atriz Coadjuvante                                 | Rachel Ticotin                                                 | Indicado                                                |           |
| Melhor Roteiro                                           | Ronald Shusett, Dan O'Bannon & Gary Goldman                    | Indicado                                                |           |
| Prémios da Academia Japonesa                             | Excelente filme em língua estrangeira                          |                                                         | Indicado  |
| BAFTA                                                    | Melhores Efeitos Visuais Especiais                             | Equipe inteira de produção de efeitos visuais especiais | Indicado  |
| Prémio Hugo                                              | Melhor Apresentação Dramática                                  | Tyler Maurice Kooy                                      | Indicado  |

## Legado

### Romantização
O filme foi romantizado por Piers Anthony. O romance e o filme correspondem bastante bem, embora Anthony estivesse evidentemente trabalhando em um roteiro anterior ao usado para o filme, com o personagem principal chamado Douglas Quail em vez de Douglas Quaid. Anthony foi criticado pelo final de seu livro, que removeu a ambiguidade sobre se os eventos de Total Recall são reais ou um sonho. Além disso, o romance tinha uma subtrama em que os alienígenas plantavam um dispositivo à prova de falhas dentro de sua tecnologia de Marte, para que, se fosse mal utilizado ou destruído, a estrela local se tornasse nova e, portanto, impedisse que as espécies entrassem na comunidade galáctica. Isso coincidiu com um comentário anterior no romance de que os astrônomos estavam percebendo um número anormal de supernovas recentes, dando uma indicação de que os alienígenas semearam sua tecnologia como parte de um experimento galáctico em maturidade tecnológica. Em vez de mencionar que ele sonhou com ela no início do filme, Melina menciona que ela já foi modelo, explicando como Quaid poderia tê-la visto na tela de Rekall.

### Jogo eletrônico
Um jogo eletrônico de Total Recall baseado no filme foi desenvolvido e lançado pela Ocean Software em 1990, apresentando ação em 2D, cenas de plataformas e cenas de corrida de cima para baixo; uma versão para computadores domésticos populares de 8 bits (Commodore 64, ZX Spectrum e Amstrad CPC) e computadores domésticos populares de 16 bits (Amiga e Atari ST) também foi lançada no ano seguinte.

### Série de televisão
Uma série de televisão chamada Total Recall 2070 entrou em produção em 1999. A série era para ser uma sequência; no entanto, tinha muito mais semelhanças com o filme Blade Runner (também inspirado em uma história de Philip K. Dick) do que no filme de Verhoeven. O piloto da série de duas horas, lançado em VHS e DVD para o mercado norte-americano, emprestou imagens do filme, como o cruzador espacial que chega a Marte.

### Revistas em quadrinhos
- DC Comics: Total Recall (1990)
- Em 2011, uma adaptação em quadrinhos de quatro edições foi lançada pela Dynamite Entertainment, continuando a história do filme.[24]

### Sequência
Devido ao sucesso do filme, uma sequência foi escrita com o título do roteiro Total Recall 2, e com o personagem de Schwarzenegger ainda Douglas Quaid, agora trabalhando como um policial reformado. A sequência foi baseada em outro conto de Philip K. Dick, "Minority Report", que propõe um futuro em que um crime pode ser resolvido antes de ser cometido - no filme, os clarividentes seriam mutantes marcianos. Em 1994, o produtor Mario Kassar conversou com o diretor Ronny Yu sobre a possibilidade de dirigir a sequência. Em 1998, o ator-diretor Jonathan Frakes também foi anexado a produção. A sequência não foi filmada, mas o roteiro sobreviveu e foi alterado drasticamente e continha elementos maiores do conto original. A história foi finalmente adaptada ao thriller de ficção científica de Steven Spielberg, Minority Report, que estreou em 2002 com sucesso comercial.

### Remake
A certa altura, a Dimension Films adquiriu os direitos do filme em 1997, depois que a Carolco Pictures faliu, na tentativa de refazer o filme.
Em fevereiro de 2009, The Hollywood Reporter afirmou que Neal H. Moritz e Original Film estavam em negociações para o desenvolvimento de uma versão contemporânea de Total Recall para Columbia. Em junho de 2009, foi anunciado que a Columbia Pictures havia contratado Kurt Wimmer para escrever o roteiro do remake. Mais de um ano depois, Len Wiseman foi contratado para dirigir.
Em 9 de janeiro de 2011, foi confirmado que Colin Farrell estaria estrelando o remake e Bryan Cranston interpretaria o vilão, com a produção começando em Toronto em 15 de maio. De acordo com Moritz, esta versão do filme estaria mais próxima do original da história de Dick. Moritz também afirmou que o filme não seria filmado em 3D, dizendo "decidimos que seria demais". Kate Beckinsale foi escalada para o papel da agente Lori, enquanto John Cho foi escalado para McClane, o representante de fala mansa da empresa de memória. O filme foi lançado em 3 de agosto de 2012 e recebeu críticas mistas.